# Eustroma lativittaria
Eustroma lativittaria là một loài bướm đêm trong họ Geometridae.